# Società Sportiva Juventus Siderno 1939-1940
Questa voce raccoglie le informazioni riguardanti la Società Sportiva Juventus Siderno nelle competizioni ufficiali della stagione 1939-1940.
| N. |                   | Ruolo | Calciatore            |
| -- | ----------------- | ----- | --------------------- |
|    | Italia (bandiera) | P     | Ivano Corghi          |
|    | Italia (bandiera) | P     | Giuseppe Cotroneo     |
|    | Italia (bandiera) | D     | Augusto Errigo        |
|    | Italia (bandiera) | A     | Guido Figliomeni      |
|    | Italia (bandiera) | P     | P. Figliomeni         |
|    | Italia (bandiera) | A     | Pasquale Gaetano      |
|    | Italia (bandiera) | C     | Luigi Indrizzi        |
|    | Italia (bandiera) | P     | V. Mileto             |
|    | Italia (bandiera) | D     | Francesco Perna       |
|    | Italia (bandiera) | A     | Gaetano Pezzano       |
|    | Italia (bandiera) | A     | Francesco Sanseverino |

| N. |                   | Ruolo | Calciatore         |
| -- | ----------------- | ----- | ------------------ |
|    | Italia (bandiera) | D     | Bruno Serri        |
|    | Italia (bandiera) | D     | Giordano Serri     |
|    | Italia (bandiera) | D     | Antonio Spataro    |
|    | Italia (bandiera) | C     | Bruno Scher        |
|    | Italia (bandiera) | C     | Antonio Tranchina  |
|    | Italia (bandiera) | C     | Domenico Vigilante |
|    | Italia (bandiera) | A     | Luigi Villari      |
|    | Italia (bandiera) | C     | Celso Zanni        |
|    | Italia (bandiera) | D     | Antonio Zannini    |
|    | Italia (bandiera) | D     | Elia Zumbo         |